# Andrena guichardi
Andrena guichardi är en biart som beskrevs av Warncke 1980. Andrena guichardi ingår i släktet sandbin, och familjen grävbin. Inga underarter finns listade i Catalogue of Life.